# Paul Hammer
Paul Hammer (Diekirch, 13 juli 1900 - Luxemburg, 25 maart 1978) was een Luxemburgse atleet. Hij nam deel aan de Olympische Zomerspelen van 1920 en de Olympische Zomerspelen van 1924.

## Biografie
Tijdens de Olympische Zomerspelen van 1924 was Hammer de vlaggendrager van zijn land tijdens de openingsceremonie.
Hij was de vader van Fred Hammer.

## Belangrijkste resultaten

### Olympische Zomerspelen
| Jaar | Plaats    | Discipline | Onderdeel             | Resultaten                                                                            |
| ---- | --------- | ---------- | --------------------- | ------------------------------------------------------------------------------------- |
| 1920 | Antwerpen | Atletiek   | 100 m (m)             | eerste ronde: 6e (reeks 1)                                                            |
| 1920 | Antwerpen | Atletiek   | 200 m (m)             | eerste ronde: 4e (reeks 4)                                                            |
| 1920 | Antwerpen | Atletiek   | 400 m (m)             | eerste ronde: DNS (reeks 8)                                                           |
| 1920 | Antwerpen | Atletiek   | 4x100 m estafette (m) | eerste ronde: 2e (reeks 1) finale: 6esamen met: Jean Colbach Jean Proess Alex Servais |
| 1920 | Antwerpen | Atletiek   | verspringen (m)       | kwalificatieronde: 28e                                                                |
| 1924 | Parijs    | Atletiek   | 100 m (m)             | eerste ronde: 2e (reeks 13) kwartfinales: 4e (reeks 1)                                |
| 1924 | Parijs    | Atletiek   | 200 m (m)             | eerste ronde: 3e (reeks 5)                                                            |
| 1924 | Parijs    | Atletiek   | 400 m (m)             | eerste ronde: 3e (reeks 17)                                                           |
| 1924 | Parijs    | Atletiek   | verspringen (m)       | kwalificatieronde: 23e                                                                |

### Persoonlijke records
| Onderdeel   | Tijd    | Jaar |
| ----------- | ------- | ---- |
| 100 m       | 11,0 s. | 1924 |
| 200 m       | 23,2 s. | 1919 |
| 400 m       | 53,1 s. | 1924 |
| verspringen | 6,86 m  | 1924 |